# 杉谷信一
杉谷 信一（すぎたに しんいち、1941年8月 - ）は、日本の実業家。初代日本ミルクコミュニティ代表取締役社長。

## 人物・経歴
栃木県生まれ。宇都宮大学農学部卒業。1965年全国農業協同組合連合会入会。1987年全国農業協同組合連合会本所園直部総合課長。1989年全国農業協同組合連合会本所園直部大和集配センター場長。1992年全国農業協同組合連合会所総合企画部次長。1994年全国農業協同組合連合会組織整備対策室長。1996年全国農業協同組合連合会常務理事。
財団法人全国蚕業技術員養成研修基金協会理事長を経て、2003年雪印乳業市乳事業部、全国農協直販、ジャパンミルクネットが統合して設立された、日本ミルクコミュニティの初代代表取締役社長に就任。同年青森県、狭山市、日野市、名古屋市の4工場閉鎖を行うなどのリストラ策を発表し引責辞任した。